# Frente del Levante
El Frente del Levante (en árabe: الجبهة الشامية‎, romanizado: al-Jabhat aš-Šāmiyya, Jabhat al-Shamiyah, traducido también como  Frente Sham  o el Frente Levantino) es un grupo rebelde sirio con sede en Aleppo  y participando en la Guerra civil siria. Fue formado en diciembre de 2014.
La rama norte del Frente de Levante forma parte del Ejército Nacional Sirio respaldado por Turquía. 
El fiscal de los Países Bajos la declaró una organización terrorista en 2018, a pesar de que el gobierno holandés le había brindado apoyo anteriormente.

## Ideología
Los miembros del Frente del Levante incluía varios grupos islamistas sunitas que operan en el norte de Siria, lo que representa un espectro de ideologías desde el salafismo de línea dura hasta facciones apolíticas vinculadas al Ejército Sirio Libre. El grupo impone la ley Sharia donde el asesinato y la apostasía en el Islam se castigan con la muerte  En Alepo, activistas acusan al Frente de corrupción, mencionando que han recibido amenazas y ataques de represalia. Los tribunales afiliados al grupo también han sido acusados de ejecuciones sumarias por Amnistía Internacional.

## Historia

### Formación inicial
Después de meses de negociaciones en Turquía y el norte de Siria entre el Frente Islámico (principalmente la Brigada al-Tawhid ), el Ejército de Muyahidines, el Movimiento Nour al-Din al-Zenki, la Unión Fastaqim, Liwa Ahrar Souriya y el Frente de Autenticidad y Desarrollo, el 25 de diciembre de 2014, las facciones anunciaron que combinarían sus fuerzas en una comando llamado Frente de Levante.   El Movimiento Hazzm, respaldado por Estados Unidos, se unió a la coalición el 30 de enero de 2015, y anunció su disolución y fusión con otras facciones del Frente de Levante el 1 de marzo de 2015.
El 20 de febrero de 2015, el Frente del Levante obligó con éxito a las fuerzas del ejército sirio a retirarse de las partes rurales de Alepo; durante la ofensiva, el grupo afirmó haber matado a 300 soldados sirios y capturado a 110. Durante el mismo mes, el grupo firmó un acuerdo con las YPG e instaló tribunales de Sharia en Sheikh Maqsood y Afrin.

### Disolución y restablecimiento en 2015

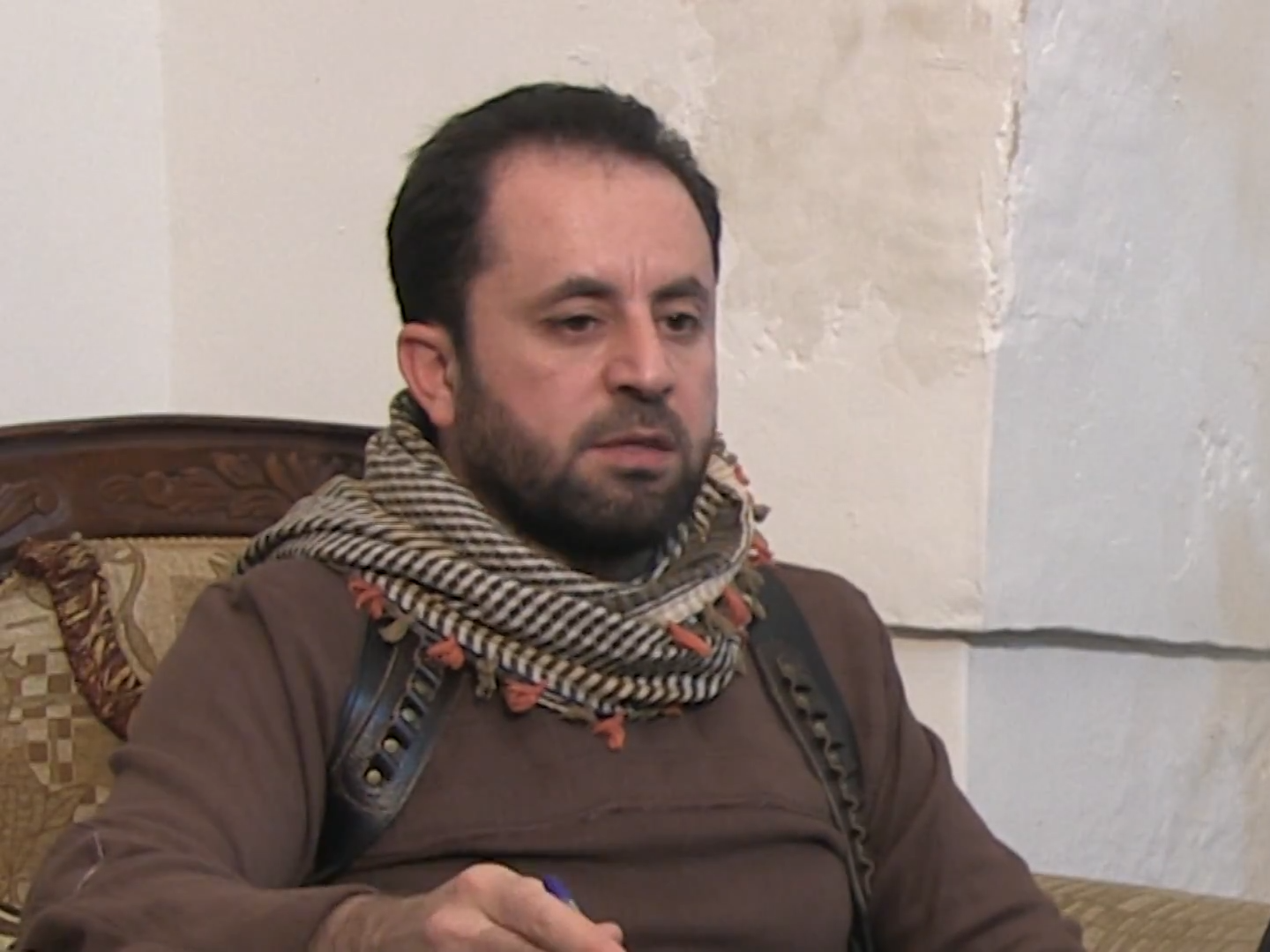
Mudar al-Najjar, jefe de Estado mayor del Frente de Levante hasta su dimisión el 11 de octubre de 2015.

El 18 de abril de 2015, el Frente del Levante anunció su disolución como alianza, sin embargo, declaró que las facciones miembros continuarían coordinándose militarmente entre sí. Se creía que las razones detrás de la división incluían la falta de coordinación entre los grupos y el aumento de las deserciones de sus miembros a otras facciones. Después del fin como un grupo unificado, siguió operando como sala de operaciones conjuntas.
El 26 de abril de 2015, junto con otros importantes grupos basados en Alepo, el Frente de Levante estableció la Fatah Halab sala de operaciones conjuntas. Entre mayo y junio de 2015, la Brigada León Sedov (de orientación trotskista) se unió al Frente de Levante. En junio de 2016, se separó en gran medida del grupo, antes de irse por completo en octubre de 2016. El grupo anunció su reactivación el 18 de junio, siendo su nuevo líder es Abu Amr, que era comandante de Ahrar ash-Sham. El 29 de junio, el Frente del Levante lanzó un comunicado.
Desde su reactivación el 18 de junio, el Frente de Levante opera como un grupo unificado con exmiembros actuando como grupos independientes. Varios grupos se han unido y abandonado el grupo desde su reactivación, como los Batallones Abu Amara y los Batallones Thuwar al-Sham.

### Ofensiva del SDF contra el Frente del Levante
El 16 de noviembre de 2015, las Fuerzas Democráticas Sirias anunciaron la formación de su rama en las gobernaciones de Alepo e Idlib. Las YPG, YPJ y el Ejército Revolucionario fueron los miembros fundadores de la coalición. Posteriormente, estallaron enfrentamientos entre las SDF y el Frente de Levante, que comprende Ahrar al-Sham, el Frente al-Nusra y la Sala de Operaciones Mare'.
El 10 de febrero de 2016 las SDF expulsaron con éxito al Frente de Levante de la Base Aérea Militar de Menagh. Después de días de feroces enfrentamientos, las YPG y el Ejército Revolucionario capturaron una serie de aldeas antes de llegar y capturar la base aérea y la ciudad de Menagh del Frente de Levante. Según fuentes citadas por Reuters, las SDF fueron apoyadas por ataques aéreos rusos. Las SDF iniciaron esta ofensiva luego de la reciente ofensiva del ejército sirio contra las fuerzas rebeldes en Alepo apoyadas por ataques aéreos rusos. Las SDF avanzaron desde el Cantón de Afrin, la parte más occidental de Rojava, que había sido atacada varias veces por grupos islamistas como el Frente al-Nusra. El objetivo era evitar ataques en el cantón de Afrin y cerrar la frontera turca a estos diversos grupos islamistas.

### Internvención turca y luchas internas rebeldes
El 24 de marzo de 2016, Turquía lanzó una campaña militar a gran escala en el norte de la gobernación de Alepo contra ISIL y las SDF. La rama norte del Frente de Levante fue una de las facciones del Ejército Nacional Sirio (SNA) que participó en la operación, que capturó Jarabulus, al-Bab y docenas de otras ciudades en el norte de Alepo.
El 24 de enero, el Frente al-Nusra respaldado por Nour al-Din al-Zenki atacó al Ejército de los muyahidines y al Frente del Levante al oeste de Alepo, derrotando a ambos. Los dos primeros grupos luego se fusionaron con varias otras facciones islamistas y declararon la formación de Tahrir al-Sham. La rama occidental de Alepo del Frente del Levante y varios otros grupos del Frente del Levante, como el Ejército de Muyahidines y la Unión Fastaqim, se unieron a Ahrar al-Sham.
En julio de 2017, la rama norte del Frente de Levante atacó a su antiguo aliado y co-grupo SNA, la Brigada Descendientes de Saladino, secuestró a su líder y asaltó sus bases con otras unidades del SNA. Esto siguió a la declaración de la Brigada Descendientes de Saladino de que no tomaría parte en una ofensiva liderada por Turquía planificada contra el Cantón de Afrin, que está gobernado por el PYD, dominado por los kurdos y secular. El Frente de Levante supuestamente justificó esta operación alegando que el líder de los Descendientes de la Brigada de Saladino, Mahmoud Khallo, era miembro de Al-Qaeda y aliado del PYD; según Khallo, el Frente de Levante lo torturó hasta que fue entregado a las fuerzas de seguridad turcas.

## Apoyo extranjero
El gobierno de los Países Bajos proporcionó materiales al Frente de Levante como parte de un programa de asistencia no letal para 22 grupos rebeldes en Siria de 2015 a 2018. En septiembre de 2018, el Ministerio Público holandés declaró que el Frente de Levante era una "organización criminal con intenciones terroristas", describiéndolo como un grupo "salafista y yihadista" que "lucha por el establecimiento del califato".
En una entrevista, un funcionario del grupo afirmó que el Frente del Levante toma cautivos a los miembros del ISIS y sus familias y los vende a gobiernos extranjeros y agencias de inteligencia para obtener ingresos, entre las naciones enumeradas se incluyen los Estados Unidos y los Emiratos Árabes Unidos, las recompensas por los miembros del EIIL capturados superan los 10 millones de dólares y las transacciones son organizadas por intermediarios y funcionarios turcos.